# 4293 Масумі
4293 Масумі (4293 Masumi) — астероїд головного поясу, відкритий 1 листопада 1989 року.
Тіссеранів параметр щодо Юпітера — 3,303.